# USS Iowa (1943)
De USS Iowa (BB-61) (bijgenaamd "The Big Stick") is een Amerikaans Iowa-klasse slagschip. Het is vernoemd naar de staat Iowa.

## Tweede Wereldoorlog
Het schip werd besteld in 1939, en opgeleverd in 1943. In de Tweede Wereldoorlog werd het schip in eerste instantie gebruikt in de Atlantische Oceaan voor het transport van de Amerikaanse president Franklin D. Roosevelt naar de Conferentie van Teheran. In 1944 werd het ingedeeld in de Grote Oceaan en vocht mee in de onder andere de Slag om Kwajalein. Het schip werd m.n. gebruikt voor de luchtverdediging van vliegdekschepen en later ook voor het beschieten van Japan.

## Koreaanse Oorlog
In verband met het verkleinen van de Amerikaanse strijdkrachten na de oorlog werd het schip in 1949 buiten dienst gesteld en als reserve aangehouden. Reeds twee jaar later werd de Iowa weer geactiveerd om in de Koreaanse Oorlog met haar geschut de Noord-Koreaanse doelen te beschieten. Na de wapenstilstand in 1953 bleef het slagschip nog vier jaar in dienst en werd vervolgens weer als reserve aan de kant gelegd, waar het ook tijdens de Vietnamoorlog bleef.

## Modernisering
Pas in 1982 begon een modernisering. De Iowa werd als deel van de 600-schepen marine op bevel van de Amerikaanse president Ronald Reagan gereactiveerd. In 1989 explodeerde een van de geschuttorens waarbij 47 bemanningsleden het leven verloren. De schade werd niet meer gerepareerd en in 1990 werd het slagschip voor de laatste keer buiten dienst gesteld en weer opgenomen in de reservevloot.
In 2006 werd het schip geschrapt uit het Naval Vessel Register. Daarmee heeft de Iowa in totaal tussen 1943 en 1990 in totaal nog geen 19 jaar dienstgedaan.
Vanaf 2001 tot 2012 lag de Iowa in de Suisun Bay, San Francisco. Als enige van de vier schepen uit haar klasse was ze niet als museumschip vrij toegankelijk. In 2012 werd het schip overgebracht naar Los Angeles waar het eveneens als museumschip te bezoeken is sinds 7 juli 2012. Het schip ligt in San Pedro aan de kaai bij Berth 87, vlak bij de Vincent Thomas Bridge.

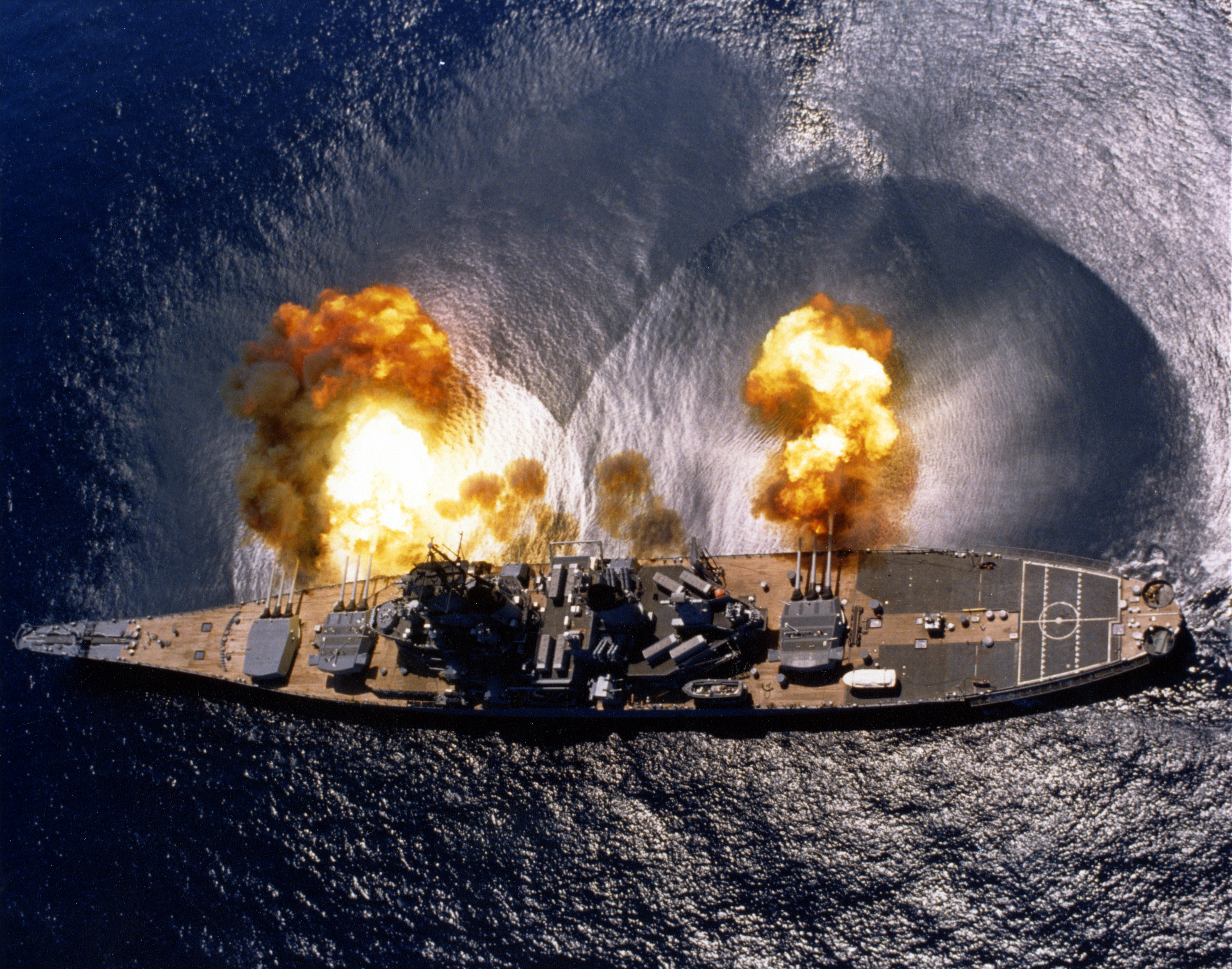
USS Iowa schiet haar 41 cm-kanonnen af tijdens een oefening